# TOKYO「萌」探偵
『TOKYO「萌」探偵』（とうきょうもえたんてい）は、TOKYO MXで2011年11月から2013年3月まで放送されたバラエティ番組。

## 概要
東京都内のプレイスポット（主にメイドカフェ）を出演者2名がレポート。

## 出演
- 橘田いずみ（2012年2月2日 - 2013年3月28日）
- 徳井青空（2012年7月26日 - 2013年3月28日）

ナレーター
- 大塚恵子（2011年11月3日 - 2013年3月28日）

## 過去の出演者
- 三森すずこ（2011年11月3日 - 2012年7月26日）
- 梶原麻莉子（2011年11月3日 - 2012年1月26日）

## スタッフ
- 制作協力 - オフィスて・ら
- 製作 - イッツ

## 放送局
| 放送地域 | 放送局   | 放送期間                      | 放送日時           | 放送系列 |
| -------- | -------- | ----------------------------- | ------------------ | -------- |
| 東京都   | TOKYO MX | 2011年11月3日 - 2013年3月28日 | 木曜 22:55 - 23:00 | 独立局   |
| 日本全域 | BS11     | 2012年4月5日 - 2013年3月28日  | 木曜 23:54 - 24:00 | BS放送   |